# Liste der Baudenkmale in Deinste
In der Liste der Baudenkmale in Deinste sind alle Baudenkmale der niedersächsischen Gemeinde Deinste aufgelistet. Die Quelle der Baudenkmale ist der Denkmalatlas Niedersachsen. Der Stand der Liste ist der 1. November 2020.

## Allgemein
In den Spalten befinden sich folgende Informationen:
- Lage: die Adresse des Baudenkmales und die geographischen Koordinaten. Kartenansicht, um Koordinaten zu setzen. In der Kartenansicht sind Baudenkmale ohne Koordinaten mit einem roten Marker dargestellt und können in der Karte gesetzt werden. Baudenkmale ohne Bild sind mit einem blauen Marker gekennzeichnet, Baudenkmale mit Bild mit einem grünen Marker.
- Bezeichnung: Bezeichnung des Baudenkmales
- Beschreibung: die Beschreibung des Baudenkmales. Unter § 3 Abs. 2 NDSchG werden Einzeldenkmale und unter § 3 Abs. 3 NDSchG Gruppen baulicher Anlagen und deren Bestandteile ausgewiesen.
- ID: die Objekt-ID des Baudenkmales
- Bild: ein Bild des Baudenkmales, ggf. zusätzlich mit einem Link zu weiteren Fotos des Baudenkmals im Medienarchiv Wikimedia Commons. Wenn man auf das Kamerasymbol klickt, können Fotos zu Baudenkmalen aus dieser Liste hochgeladen werden:

## Deinste

### Gruppe: Deinster Mühlengut
Die Gruppe hat die ID 30898366. In dem parkähnlichen Gelände, das sich nördlich der Straße im Mühlenfeld ausbreitet, liegen unter hohen Bäumen drei Gutsbauten des 19. Jahrhunderts, die einen nach Osten offenen Hofplatz umschließen. Zum Mühlengut gehört ebenso der Mühlenbach mit Stau und der aufgestaute Mühlenteich im Süden.

| Lage                                         | Bezeichnung               | Beschreibung | ID       | Bild |
| -------------------------------------------- | ------------------------- | --- | -------- | ---- |
| Im Mühlenfeld 30 53° 31′ 52″ N, 9° 25′ 56″ O | Villa                     | Zweigeschossiger Massivbau aus gelben Backsteinen, unter flach geneigtem Satteldach. Schmuckgliederungen in Form von Ziersteinsetzungen, neogotische und neoromanische Formensprache, große Uhr im Risalit der Ostfassade; Drempelgeschoss über Schmuckgesims. Erbaut 1875 (i) als Ersatz für ein älteres Hallenhaus. | 30903867 |      |
| Im Mühlenfeld 30 53° 31′ 52″ N, 9° 25′ 59″ O | Wohn-/ Wirtschaftsgebäude | Zweigeschossiger Backsteinbau mit Backsteingliederungen, unter flach geneigtem Satteldach. Erbaut 1897 (i) als zum Mühlengut gehörendes Nebengebäude, das neben Stallungen auch eine Altenteilerwohnung enthielt. | 30903885 |      |
| Im Mühlenfeld 30 53° 31′ 53″ N, 9° 25′ 58″ O | Scheune                   | Langgestreckte Fachwerkscheune mit Querdurchfahrten. Errichtet in der ersten Hälfte des 19. Jahrhunderts. | 30903906 |      |
| Im Mühlenfeld 53° 31′ 49″ N, 9° 25′ 54″ O    | Mühlenbach                | Der Mühlenbach fließt westlich am Mühlengut vorbei und wird nördlich der Straße Im Mühlenfeld dann zum Mühlenteich aufgestaut. | 30904043 | BW   |
| Im Mühlenfeld 53° 31′ 47″ N, 9° 26′ 1″ O     | Mühlenteich               | Der Mühlenteich entsteht aus dem südwestlich des Gutes aufgestauten Mühlenbach von Deinste. | 30904077 |      |

### Gruppe: Auf der Hain  13
Die Gruppe hat die ID 30898345. Anlegerstelle aus einem 1835 errichteten Wohn-/Wirtschaftsgebäude und einem vermutlich zeitgleich im rechten Winkel hierzu erbauten Nebengebäude.

| Lage                                        | Bezeichnung               | Beschreibung | ID       | Bild |
| ------------------------------------------- | ------------------------- | --- | -------- | ---- |
| Auf der Hain 13 53° 31′ 41″ N, 9° 26′ 56″ O | Wohn-/ Wirtschaftsgebäude | Traufständiger Zweiständerbau in Fachwerk unter reetgedecktem Satteldach, am Wohnende mit tief gezogenem Walm. Errichtet 1835 (i) durch den örtlichen Zimmermeister J. H. Oerding.                                         | 30903790 |      |
| Auf der Hain 13 53° 31′ 41″ N, 9° 26′ 57″ O | Nebengebäude              | Rechtwinklig zum Haupthaus stehender schmaler Fachwerkbau und reetgedecktem Walmdach. Errichtet vermutlich um 1835, zeitgleich mit dem Wohn-/Wirtschaftsgebäude. Nördlicher Teil massiv - Gebäude nachträglich verlängert. | 30903810 |      |

### Gruppe: Bahnhof Deinste
Die Gruppe hat die ID 49978996. Der Deinster Bahnhof besteht aus dem Empfangsgebäude, einem Nebengebäude, der zum Bahnhof führenden Allee sowie dem östlich des Empfangsgebäudes liegenden historischen Pflasters, das sich auch nördlich (parallel zu den Gleisen) fortsetzt.

| Lage                                        | Bezeichnung     | Beschreibung | ID       | Bild |
| ------------------------------------------- | --------------- | --- | -------- | ---- |
| Bahnhofstraße 53° 31′ 55″ N, 9° 26′ 34″ O   | Empfangsgebäude | Bescheidener eingeschossiger Bau unter flachen Satteldächern, erbaut 1898, horizontal verbrettert. Mit erhöhtem Mittelteil. Im Innern Schalterhalle und Stellwerk museal erhalten. | 30903732 |      |
| Bahnhofstraße 53° 31′ 53″ N, 9° 26′ 32″ O   | Allee           | Eine doppelreihige Allee führt von Südwesten auf das Empfangsgebäude des Bahnhofs Deinste zu.                                                                                      | 30904111 |      |
| Bahnhofstraße 1 53° 31′ 53″ N, 9° 26′ 34″ O | Pflaster        | | 30904126 |      |
| Bahnhofstraße 1 53° 31′ 55″ N, 9° 26′ 35″ O | Güterschuppen   | Das Nebengebäude des Bahnhofs Deinste ist ein ehemaliger Güterschuppen aus Fachwerk mit Backsteinausfachung, der sich direkt nordöstlich an das Empfangsgebäude anschließt.        | 30904060 |      |

### Einzelbaudenkmale
| Lage                                      | Bezeichnung      | Beschreibung | ID       | Bild |
| ----------------------------------------- | ---------------- | --- | -------- | ---- |
| Kirchweg 53° 31′ 2″ N, 9° 26′ 46″ O       | Kirchweg Deinste | Der Kirchweg mit alleeartigem Baumbestand wurde im 19. Jahrhundert angelegt und mit Natursteinpflaster, Blauem Basalt und Granit gepflastert. Er erstreckt sich über 2,4 km von Deinste Süd bis zur Straße „Alter Marktweg“. | 36921064 |      |
| An der Bahn 3 53° 31′ 52″ N, 9° 26′ 28″ O | Wohnhaus         | Eingeschossiger traufständiger Backsteinbau unter ziegelgedecktem Satteldach. Erbaut 1908 (i) durch einen örtlichen Tischlermeister: die damals gefertigten Türen und Fenster sind erhalten, auch Innenausstattung.          | 30903753 |      |

## Helmste

### Einzelbaudenkmale
| Lage                                        | Bezeichnung               | Beschreibung | ID       | Bild |
| ------------------------------------------- | ------------------------- | --- | -------- | ---- |
| Große Straße 10 53° 31′ 29″ N, 9° 28′ 56″ O | Wohn-/ Wirtschaftsgebäude | Großes traufständiges Backsteingebäude in Formen eines Vierständer-Hallenhauses unter reetgedecktem Satteldach. Wohngiebel mit Lisenen eingefasst, mit rundbogig abschließender Mittelachse und rundbogigen Fenstern. Erbaut Ende des 19. Jahrhunderts. | 30903992 |      |